# 팡첸위
팡첸위(중국어 간체자: 庞倩玉, 정체자: 龐倩玉, 병음: Páng Qiànyùliǔ, 한자음: 방천옥, 1996년 11월 13일~)는 중화인민공화국의 레슬링 선수이다. 2020년 하계 올림픽에서 여자 자유형 밴텀급 은메달을 획득했으며 세계 선수권 대회에서 동메달 2개 획득했다.